# Ross County FC

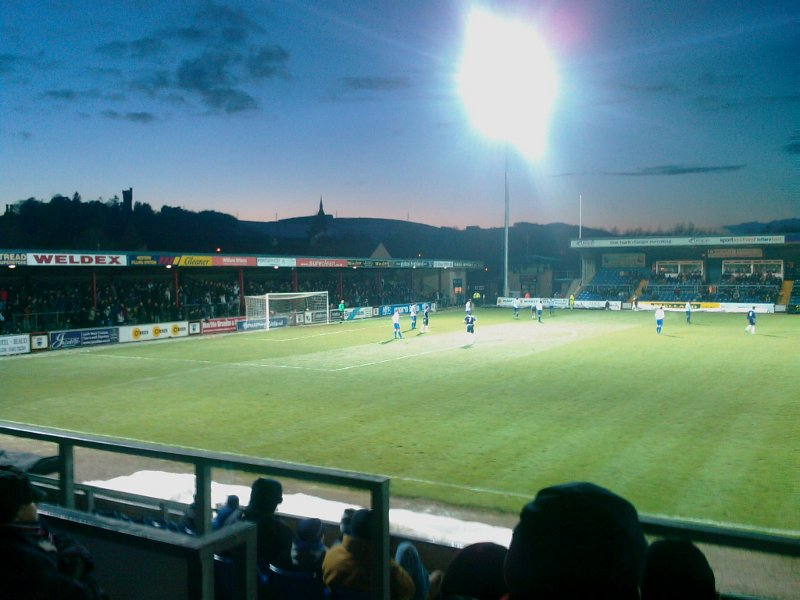
Global Energy Stadium

Ross County FC (celým názvem Ross County Football Club) je skotský fotbalový klub z města Dingwall v Ross-shire. Byl založen roku 1929, domácím hřištěm je Global Energy Stadium (Victoria Park) s kapacitou 6 300 míst.
Klub působí v nejvyšší skotské lize Scottish Premiership.